# CR小柳ルミ子
CR小柳ルミ子（シーアールこやなぎルミこ、機種名「小柳ルミ子CYBER SPACEルミチャンネル」）は、2006年9月にソフィアが開発し、西陣が発売したCR機デジパチ。歌手、小柳ルミ子とのタイアップ機。

## 特徴
- 突然確率変動タイプ（GS、GLを除く）であり、「サイバーツアーモード」と呼ばれる。
- 役物として「ルミちゃん人形」を搭載。またファイバースコープを使用したバラの花を模した装飾を実装。
- リーチ中の一部、大当たり中は歌（「わたしの城下町」、「瀬戸の花嫁」、「お久しぶりね」、「今さらジロー」、「BLUE&SKY」）が流れる。大当たり中のBGMは曲選択機能があり、連荘するほど選択曲が増える（GLを除く）。7図柄当選時は、歌にあわせて「ルミちゃん人形」が動作する。
- 大当たり中に流れる「BLUE&SKY」（作詞：卯月元、作曲：北村仁志）は当機用に製作された曲である。当曲の音源は販促、景品用CDとして存在するが、市販はされていない。購入はネット販売で可能。
- 変則6ライン機で、タテ、ヨコのゾロ目でもリーチとなる。
- 大当たり決定後、「お久しぶりね」の曲にあわせて確率変動に昇格する場合もある。ルミちゃん人形が歌にあわせて顔と手を動かせば昇格確定。
- 大当たり中は演出紹介画面となり、確率変動昇格演出、「SHOOTING CHANCE」が発生し、ルミ子がなげたバラが時短のカードに刺さるか確率変動に刺さるかで昇格することがある。ただし、GLにはこの演出はなし。
- メーカーによるプレス発表記者会見が2006年8月24日に行われた（東京都、上野ショールーム）。

## スペック
- 『CR小柳ルミ子XT』
  - 大当たり確率（確率変動中） 1/398.5（1/39.9）※メーカー発表値
  - 確率変動割合 64%（突然確率変動含む、以後次回まで確率変動継続）
  - 確率変動図柄 「1、3、5、7、8」（実際は別デジタルで確率変動が決定）
  - リミッターなし
  - 賞球数 3&10&15 大当たり15R9C、2R0C
  - 全ての大当たり終了後、100回転の時短

- 『CR小柳ルミ子FT』
  - 大当たり確率（確率変動中） 1/296.5（1/29.7）※メーカー発表値
  - 確率変動割合 54%（突然確率変動含む、以後次回まで確率変動継続）
  - 確率変動図柄 「1、3、5、7、8」（実際は別デジタルで確率変動が決定）
  - リミッターなし
  - 賞球数 3&10&13 大当たり15R9C、2R0C
  - 全ての大当たり終了後、100回転の時短

- 『CR小柳ルミ子GS』
  - 大当たり確率（確率変動中） 1/350.5（1/35.1）※メーカー発表値
  - 確率変動割合 50%（以後次回まで確率変動継続）
  - 確率変動図柄 「1、3、5、7、8」（実際は別デジタルで確率変動が決定）
  - リミッターなし
  - 賞球数 4&10&14 大当たり15R9C
  - 全ての大当たり終了後、100回転の時短

- 『CR小柳ルミ子GL』
  - 大当たり確率（確率変動中） 1/73（1/8.1）※メーカー発表値
  - 確率変動割合 40%（以後次回まで確率変動継続）
  - 確率変動図柄 「1、3、5、7、8」（実際は別デジタルで確率変動が決定）
  - リミッターなし
  - 賞球数 3&10&10 大当たり6R9C
  - 全ての大当たり終了後、20回転の時短

## 演出

### 通常時
- 「ルミチャンス」ミニゲームでルミコと勝負。勝てば大当たり。負けてもチケットがもらえる。
- リーチ発生後、スペシャルリーチなしで数字で当たる場合あり。
- サイバーツアーチケット（GLは除く）の出現。10枚チケットがたまるとサイバールアーモードに発展。次回の大当たりを確定する確率変動に突入する。

### 予告
- 「ダンサー予告」3人目がルミ子なら熱い。（実写での登場はない）。
- 「大天使予告」大天使リーチに行く予告。天使が舞い降りる。ただし、ほとんどがガセ演出。
- 「ダンス予告」回転して数字に変わる。実写なら大当たり確定。実写じゃなければ熱い程度。
- 「ワンシーン予告」ボタンを押すとリーチ後の発展先が分かる。法則崩れなし。

　　画面が消灯すれば大当たり確定。予告が現れなくてリーチになった場合は大当たり確定。発展せずに通常時で当たる。
- 「実写カットイン予告」大して熱くはないが、他の予告と絡めば熱い。
- 「ルミコ群予告」実写なら大当たり確定。実写じゃなければ激熱。
- 「ステージチェンジ予告」小物によって期待度が変わる。プレミアではない。ルミコスフィンクス、UFOや豪華客船、虹、連続花火などがある。砂嵐、流星群、カモメなどは期待薄。

### リーチ
- 「瀬戸の花嫁リーチ（せとはなリーチ）」どの段階でも当たるが、歌いきれば大当たり確定。2段階目で、突然大天使リーチに行く場合もある。
- 「私の城下町リーチ（わたじょうリーチ）」どの段階でも当たるが、歌いきると大当たり確定。2段階目で、突然大天使リーチに行く場合もある。
- 「今さらジローリーチ（いまじろリーチ）」どの段階でも当たるが、歌いきると大当たり確定。期待度が一番低いリーチ。2段階目で、突然大天使リーチに行く場合もある。
- 「ミュージカルリーチ」ダブルリーチ時に発展することが多い期待度は高め。
- 「フラメンコリーチ」シングルでもダブルリーチでも発展する。期待度は中。
- 「ルミコレイヴリーチ」迫力の「ルミちゃん人形」が群で登場。
- 「大天使リーチ」、「バベルリーチ」大当たり確定のプレミアム演出。

## 登場人物
- ルミコ・レプリカX号 西暦2241年、ソフィア社が「小柳ルミ子」のデータを元に開発したエンターテインメント・アンドロイド（という設定）。群れで現れることもある。